# La Dauphine Estate
La Dauphine Estate es una localidad de Santa Lucía que forma parte del distrito de Soufrière.